# Scutella
Ne doit pas être confondu avec Elisa Scutellà.
Genre
Scutella est un genre éteint d'oursins plats appartenant à la famille des Scutellidae.

## Description et caractéristiques

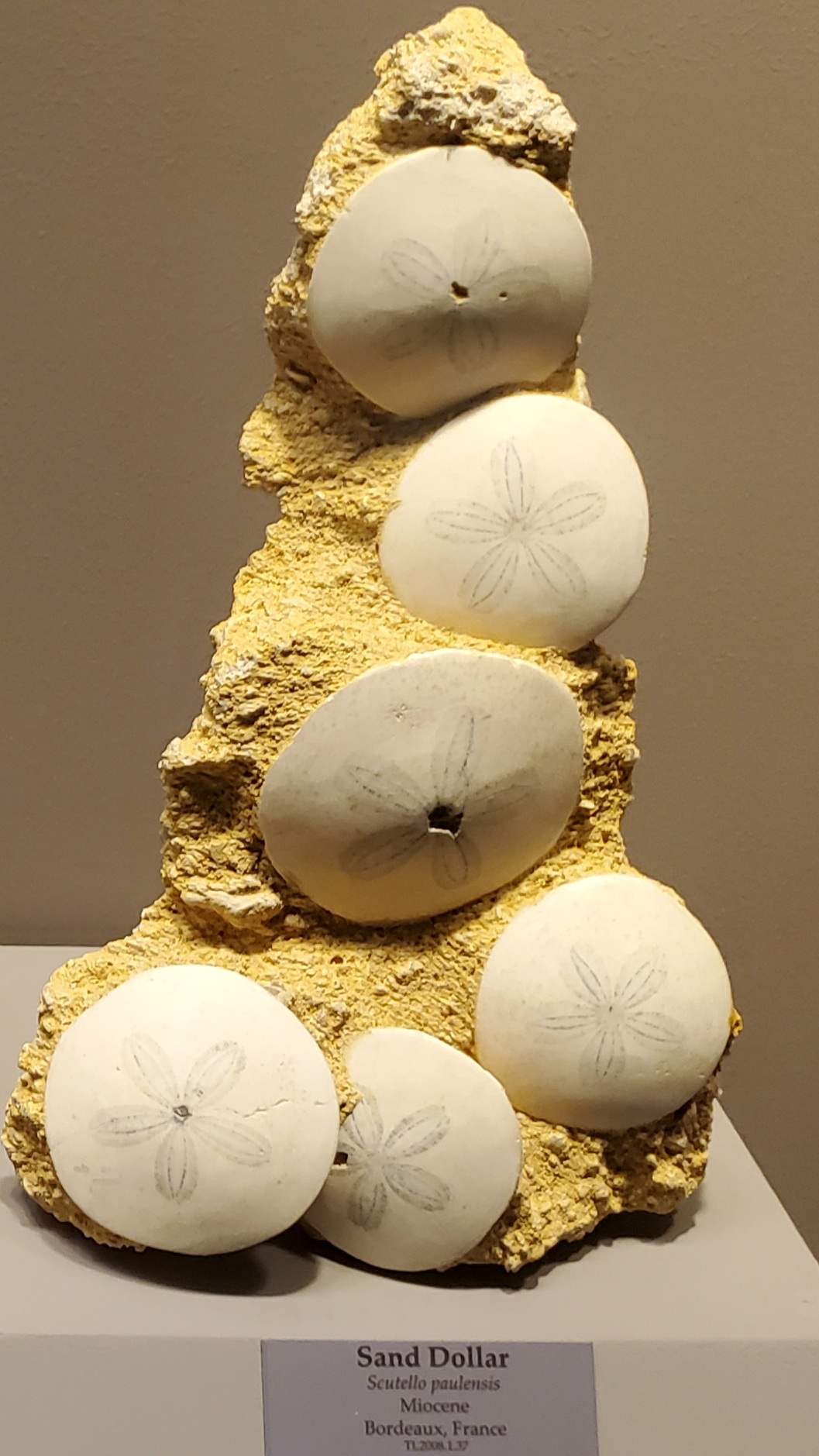
Scutello paulensis.

La différence entre Scutella et Parascutella est l'emplacement du périprocte (anus) qui se trouve beaucoup plus proche du péristome (bouche). Il est au bord pour Parascutella, et à mi-chemin ou plus près du péristome pour Scutella. Le test est discoïde (parfois faiblement pentagonal), avec une marge fine ; ce genre ne développe jamais de lunules ni d'encoches. Les pétales atteignent la moitié du disque.
Ces oursins plats et de forme arrondie comme de grosses pièces de monnaie vivaient enfouis dans le sédiment (endofaune benthique) en zone marine peu profonde. 

## Registre fossile
Le genre Scutella a vécu de l'Oligocène jusqu'au début du Miocène soit environ entre −33 et −20 Ma (millions d'années). 
Ils ont été retrouvés en Amérique du Nord et du Sud, en Europe et en Afrique du Nord. Le genre s'est éteint à la fin du Pléistocène. 

## Liste desespèces
L'Echinoid Directory ne reconnaît qu'une espèce dans ce genre : Scutella subrotunda Lamarck, 1816 †. 
D'autres sources en citent cependant plus, comme World Register of Marine Species (18 janvier 2018) et Catalogue of Life (18 janvier 2018) :
- Scutella aegyptiaca Ali, 1998 † ;
- Scutella almerai † ;
- Scutella camagueyana Weisbord, 1934 † ;
- Scutella checchiae Desio, 1929 † ;
- Scutella chiesai Airaghi, 1939 † ;
- Scutella conica Ali, 1998 † ;
- Scutella cubae Weisbord, 1934 † ;
- Scutella eichwaldi Szörényi, 1953 † ;
- Scutella habanensis Sánchez Roig, 1949 † ;
- Scutella hobarthi Kühn, 1936 † ;
- Scutella isidis † ;
- Scutella marchettii Tavani, 1939 † ;
- Scutella media Schaffer, 1962 † ;
- Scutella montagnai Mirigliano, 1957 † ;
- Scutella multiconcava Schaffer, 1962 † ;
- Scutella niponica Nagao, 1928 † ;
- Scutella pseudosubrotundaeformis Venzo, 1933 † ;
- Scutella robecchibricchettii Desio, 1929 † ;
- Scutella scurellensis Venzo, 1933 † ;
- Scutella stefaninii Desio, 1929 † ;
- Scutella styriaca Schaffer, 1962 † ;
- Scutella szoerenyiae Mihály, 1969 †.

D'autres sources rajoutent : 
- Scutella aberti (synonyme de Abertella aberti (Conrad, 1842)) ;
- Scutella gabbi  Raimond, 1863 † (synonyme de Remondella gabbi) ;
- Scutella paulensis  Agassiz, 1841 † ;
- Scutella subrotunda  Leske, 1778 ou Lamarck, 1816 †.

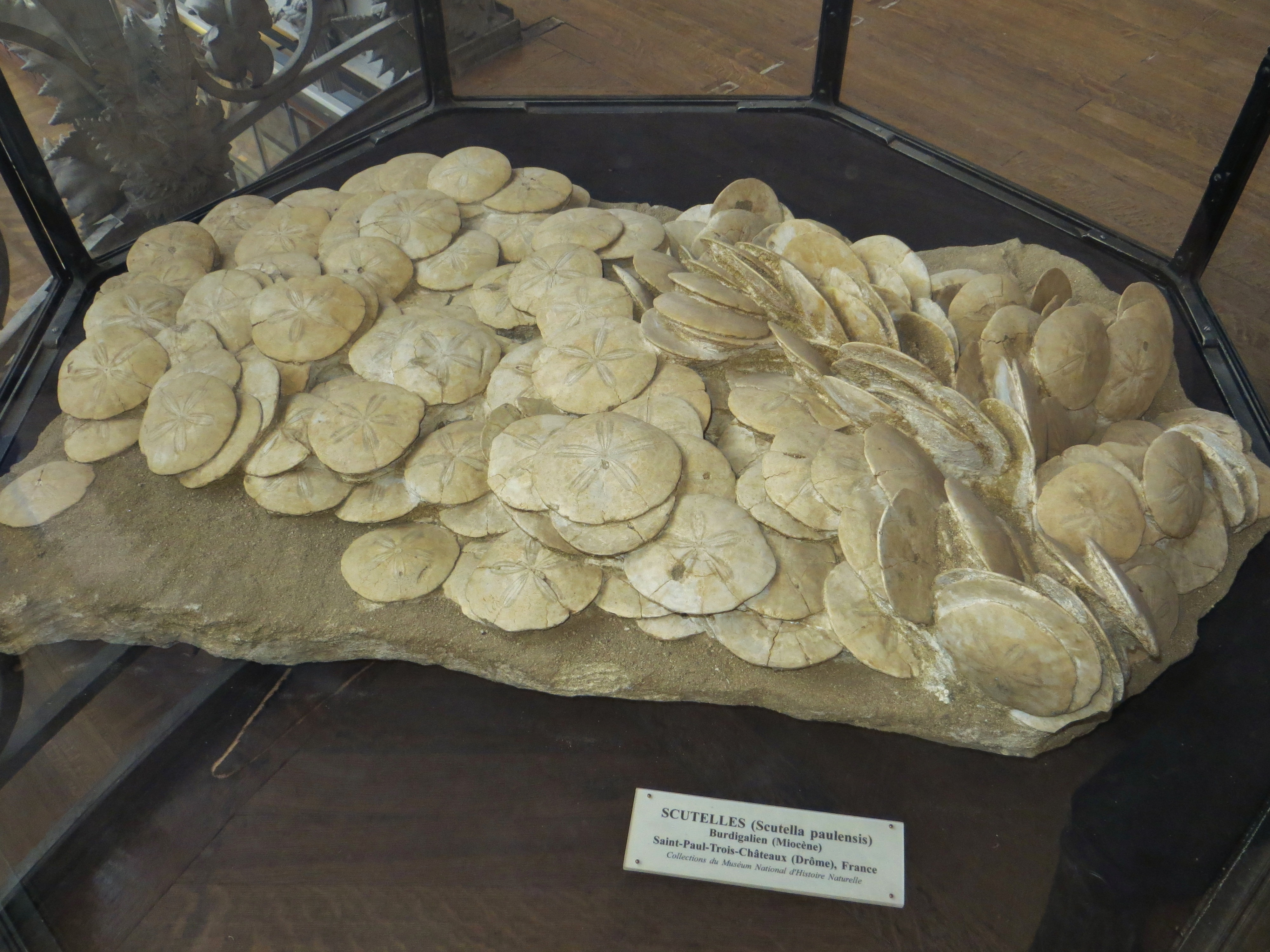
Agrégation fossile de Scutella paulensis (Burdigalien de la Drôme) au Muséum national d'histoire naturelle de Paris.
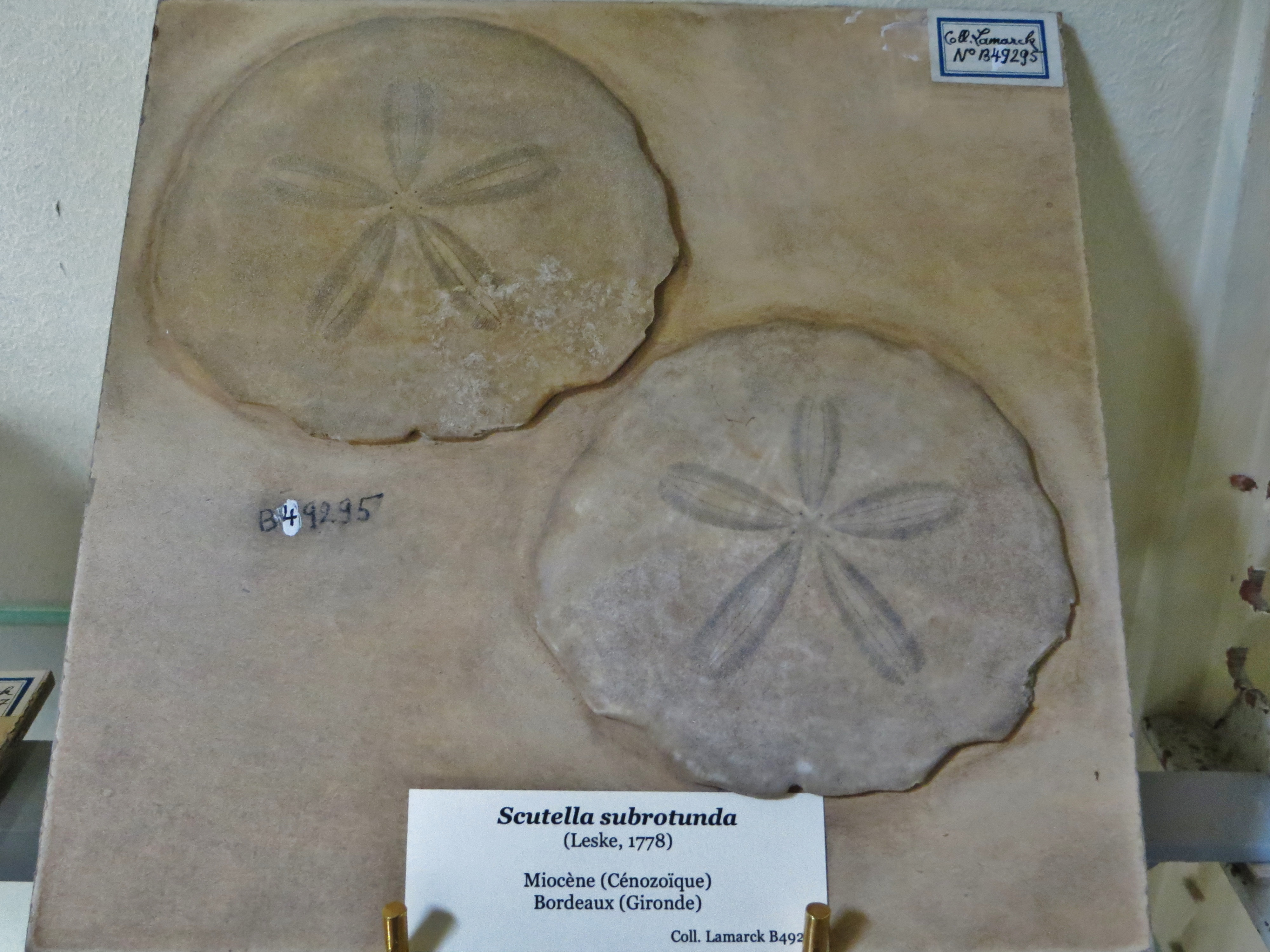
Fossile de Scutella subrotunda (Miocène de la Gironde) au Muséum national d'histoire naturelle de Paris.